# Jociel Ferreira da Silva
Jociel Ferreira da Silva, meglio noto come Ciel (Caruaru, 31 marzo 1982), è un calciatore brasiliano, attaccante del CSA.

## Carriera
Ciel iniziò la sua carriera nella squadra brasiliana del Santa Cruz. Dopo aver militato nel Salgueiro, nell'Icasa e nel Ceará nel 2007 si trasferì in Corea del Sud al Busan IPark. Tornato al Ceará trovò molto spazio nella rosa titolare, collezionando solo 21 presenze e realizzando 4 gol in campionato con la squadra di Fortaleza.
All'inizio della stagione 2009-2010 il giocatore si trasferì in Portogallo nella squadra del Paços Ferreira, in cui in una stagione riuscì a totalizzare 10 presenze e nessun gol, così con l'apertura della sessione invernale del calciomercato, Ciel si trasferì nuovamente in Brasile, prima al Corinthians Alagoano e poi ad Arapiraca nell'ASA, una squadra che milita nel Campeonato Brasileiro Série B, dove riesce a trovare spazio nel'11 titolare riuscendo a realizzare 14 goal in 21 presenze. Alla fine della stagione si trasferì nell'Al-Shabab, squadra degli Emirati Arabi Uniti, dove rimane fino al 2013, anno in cui si trasferisce nell'altra squadra di Dubai, l'Shabab Al-Ahli.

## Palmarès

### Competizioni nazionali
- Etisalat Emirates Cup: 2

Al Shabab: 2010-2011
Al-Ahli: 2013-2014
- UAE Arabian Gulf League: 2

Al-Ahli: 2013-2014, 2015-2016
- Arabian Gulf Super Cup: 1

Al-Ahli: 2014

### Competizioni internazionali
- Coppa dei Campioni del Golfo: 1

Al Shabab: 2011